# Beatriz Santos Arrascaeta
Beatriz Santos Arrascaeta (Montevideo, 30 de enero de 1947) es una escritora, cantante, investigadora y activista uruguaya, especializada en arte africano.

## Biografía
Nació en el barrio Buceo de Montevideo y es la sobrina de Juan Julio Arrascaeta, un poeta afrodescendiente destacado en Uruguay.
Realizó la conducción en programas televisivos como Gente con 5 en Televisión Nacional de Uruguay y en las radios CX 26, el programa “Más que Lonja” y en CX 38, en el programa “Sangre, sudor y tambor”, abordando la temática sobre la Herencia Cultural Africana. Es colaboradora de la revista Raíces de Limón de Costa Rica.En 2007 ingresa a la Intendencia de Montevideo para coordinarla oficina de Asuntos Culturales. Desde 2010 a 2017, ocupó el cargo de coordinadora ejecutiva de la Unidad Temática por los Derechos Afrodescendientes, primer organismo de equidad racial de la ciudad fundado en 2004.
En 2022, la Intendencia de Montevideo la declara Ciudadana Ilustre de Montevideo.
Integra la Comisión Directiva de la Casa de la Cultura Afrouruguaya.

## Obras
- Historias de vida: negros en el Uruguay (1994)
- África en el Río de la Plata (1995)
- Repertorio de Especialistas en la “Africanía” (1997). (Estudios Afro- iberoamericanos). Cátedra Unesco, Universidad Católica Andrés Bello Caracas
- La herencia cultural africana en las Américas (1998). Ediciones Populares para América Latina
- Daughters of the Diaspora (2003) Afra Hispanic Writers. Editor Miriam De Costa Willis
- Historias de exclusión: afrodescendientes en el Uruguay (2006). Montevideo: Linardi y Risso. Teresa Porzecanski y Beatriz Santos
- Memorias de una mujer negra (2021). Montevideo: Rumbo